# Tomomi Miyamoto
Tomomi Miyamoto (født 31. december 1978) er en tidligere japansk fodboldspiller. Hun har tidligere spillet for Japans kvindefodboldlandshold.

## Japans fodboldlandshold
| Japans landshold | Japans landshold | Japans landshold |
| År               | Kmp              | Mål              |
| ---------------- | ---------------- | ---------------- |
| 1997             | 6                | 2                |
| 1998             | 10               | 1                |
| 1999             | 14               | 2                |
| 2000             | 0                | 0                |
| 2001             | 0                | 0                |
| 2002             | 7                | 1                |
| 2003             | 14               | 3                |
| 2004             | 9                | 2                |
| 2005             | 0                | 0                |
| 2006             | 1                | 0                |
| 2007             | 16               | 2                |
| Total            | 77               | 13               |